# Nonomiya-jinja
Le Nonomiya-jinja (野宮神社), ou « sanctuaire à la campagne », est un sanctuaire shinto situé dans le district Arashiyama dans la partie ouest de Kyoto, préfecture de Kyoto au Japon. Le site spécifique du sanctuaire a quelque peu changé au fil du temps, lorsque son emplacement a été fixé à nouveau par la divination quand une nouvelle prêtresse impériale devait subir une purification avant de prendre ses fonctions au sanctuaire d'Ise.

## Procession Saigu
Au cours de l'époque de Heian, les princesses impériales successives séjournent au sanctuaire Nonomiya pendant un an ou plus pour se purifier avant de devenir les représentantes de la famille impériale au Ise-jingu dans la préfecture de Mie,. Les processions annuelles contemporaines, qui recréent une scène d'un emaki de la cour impériale durant l'époque de Heian, commencent à partir du sanctuaire et se poursuivent jusqu'au pont Togetsu-kyo, Arashiyama,.

## En littérature
Le Nonomiya-jinja apparaît dans le dixième chapitre du Le Dit du Genji.
Il existe de nombreuses pièces et autres œuvres fondées sur le récit de Genji. Dans la pièce nô, Le Sanctuaire dans les champs de Zeami, une scène représente un prêtre en prière quand une fille entre. Interrogée, elle raconte la façon dont, alors que dame Rokujo se trouve à Nonomiya avec sa fille qui a été désignée comme la vierge d'Ise, Genji vient à elle.

## Source de la traduction
- (en) Cet article est partiellement ou en totalité issu de l’article de Wikipédia en anglais intitulé « Nonomiya Shrine » (voir la liste des auteurs).